# Lúcio Sílio Deciano
Lúcio Sílio Deciano (em latim: Lucius Silius Decianus) foi um senador romano nomeado cônsul sufecto para o nundínio de setembro a dezembro de 94 com Tito Pompônio Basso. O pai de Deciano foi o famoso poeta Sílio Itálico. Seu irmão, Sílio Severo, morreu antes que seu pai. Seu nome foi encontrado numa tubulação de água em Roma posterior a 102. Finalmente, sabe-se que Deciano foi superintendente de obras públicas em Roma (curator operum publicorum).